# 76-мм дивізійна гармата зразка 1902 року
76-мм дивізіонна гармата зразка 1902 року — легка польова артилерійська гармата калібру 76,2 мм (3 дюйми), що вироблялася в Російській імперії та СРСР. Активно використовувалася у російсько-японській війні, Першій світовій війні, Українсько-радянській війні, Громадянській війні в Росії та інших збройних конфліктах за участі держав, що входили до Російської імперії. Модернізовані варіанти цієї гармати використовувалися на початку Другої світової війни.

## Історія створення

### Тактико-технічні вимоги
В кінці XIX ст. в артилерії ряду країн з'явилися патронні гармати з високою початковою швидкістю пострілу, лафети мали противідкатні пристрої, що забезпечували відкат дула по осі його каналу. У російському флоті такі гармати були прийняті ще 1891 року, зокрема 75-мм гармати Кане у 50 калібрів.
У польовій артилерії російської імператорської армії застосовувалися застарілі зразки озброєння. Головне артилерійське управління інтенсивно проводило випробування патронних гармат зарубіжних фірм. У 1892—1894 були випробувані скорострільні 61-мм та 75-мм гармати Норденфельда, 60-мм та 80-мм гармати Грюзона, 75-мм гармата Сен-Шамона. У вересні 1896 була випробувана польова патронна гармата російського Олександрівського заводу. В результаті, у грудні 1896 року головне артилерійське управління розробило тактико-технічні вимоги до польової скорострільної гармати, калібр якої мав бути 3 дюйми (76,2 мм), кут вертикального наведення від -5 до 17°. Маса дула не більше 393 кг, маса системи у бойовому стані — 983 кг, у похідному стані — 1900 кг. Маса снаряду близько 6,35 кг, початкова швидкість — 548,6 м/с. В комплектацію повинні були входити передок та зарядник ящик.

### 3-дюймова гармата зразка 1900 року
Російські Обухівський, Олександрівський, Путилівський, Металічний заводи та зарубіжні фірми Крупа, Шатільон-Камантрі, Шнейдера та Максима отримали пропозицію виготовити відповідний прототип гармати. У 1897—1898 11 прототипів гармат були отримані після чого почалися усебічні випробування стрільбою та перевезенням на відстань 600 км. Найкращою була визнана система Путилівського заводу, у конструкції якої були використані деякі елементи французької гармати Кане. 9 лютого 1900 року гармата була прийнята на озброєння як «Тридюймова польова гармата зразка 1900 року».

### Подальші розробки та прийняття на озброєння гармати зразка 1902 року
76-мм гармата зразка 1900 року була набагато кращою ніж польова гармата 1877 року, проте у її конструкції використовувалась низка застарілих елементів. Тому пошук оптимальної конструкції продовжувався і 1900 року головне артилерійську управління отримало для випробувань нові системи польових скорострільних гармат фірм Крупа, Сен-Шамона, Шнейдера та Путилівського заводу. Усі ці системи мали гідравлічне гальмо відкату та пружинний накатник. 76-мм дивізіонна гармата зразка 1902 року, відома як «тридюймовка», була розроблена на Путіловському заводі у Санкт-Петербурзі конструкторами Л. А. Бішлягером, К. М. Соколовським та К. І. Липницьким з урахуванням досвіду виробництва та експлуатації першої гармати даного калібру. 16 січня 1901 року імператор розпорядився замовити у Путиловського заводу 12 гармат з новими лафетами для перевірки їх у військах. Результати виявилися не вповні задовільними, тому довелося ще раз змінити конструкцію лафету. Після нових випробувань у військах 3 березня 1903 року гармату було прийнято на озброєння як «3-дюймова гармата зразка 1902 року» — тридюймівку.

## Опис
Для свого часу ця гармата мала багато корисних нововведень у своїй конструкції. До їх числа входили противідкатні пристрої, механізми наведення по горизонту та куту піднесення, прецизійні приціли для ведення вогню з закритих позицій та прямою наводкою, двотатктний поршневий затвор, що легко відкривається, унітарне заряджання.
Для спрощення серійного виробництва у конструкції гармати мінімально використовувалися високолеговані марки сталі, в основному гармата була зроблена з дешевих низьколегованих та вуглеродистих сталей.
Набої до гармати включали в себе осколкові снаряди, шрапнель та картеч. Існували також спеціалізовані види боєприпасів — димові, запалювальні та хімічні.
Балістика та внутрішній устрій дула цієї тридюймовки були аналогічними гарматі зразка 1900 року. Цапфи та цапфенне кільце були відсутніми. Дуло зчіплювалося з люлькою за допомогою «бороди» та двох спрямовуючих захватів. Гармата мала чудові балістичні характеристики. За маси гранати 6,5 кг та початкової швидкості 588 м/с дальність вогню досягала 6200 м куті підвищення 16° (максимальний для гармати на польовому лафеті) або 8540 м при куті підвищення 30°. З великих кутів підвищення дальність зростала незначно, наприклад при 40° вона становила 8760 м, тобто підвищувалася усього на 220 м при різкому зростанні відхилення снаряду (бокове та за дальністю).
Лафет мав принципово нову конструкцію для російських сухопутних гармат — відкат відбувався по осі каналу. Противідкатні пристрої розміщалися у люльці під дулом. Після пострілу циліндр гідравлічного гальма відкату переміщався разом з дулом. Пружини відкатника надягнуті на циліндр гальма відкату. Підйомний та поворотний механізми гвинтового типу. Вісь лафету виготовлялася зі сталі, а колеса — з дерева. Гармата перевозилися шістьма конями.

## Порівняння з аналогами
Загалом 76,2-мм гармата мала найкращі балістичні характеристики та переважала германську та австро-угорську гармати, проте на практиці ці переваги нівелювалися важкістю управління вогнем на дистанціях понад 5 км та меншою кількістю куль у шрапнельному снаряді (260 замість 315 у австро-угорській 8-см польовій гарматі М.5).
| Держава, калібр та рік прийняття гармати на озброєння                 | Вага системи у бойовому положенні, кг | Вага системи у похідному положенні, кг | Вага снаряду, кг | Вага розривного заряду, кг | Кількість куль у шрапнелі | Початкова швидкість, м/с | Найбільша дальність, км | Ефективна дальність шрапнеллю, км | Кут підняття дула, градуси |
| --------------------------------------------------------------------- | ------------------------------------- | -------------------------------------- | ---------------- | -------------------------- | ------------------------- | ------------------------ | ----------------------- | --------------------------------- | -------------------------- |
| Російська 76-мм дивізіонна гармата зразка 1902 року                   | 1092                                  | 2017                                   | 6,5              | 0,78                       | 260                       | 588                      | 8,5                     | 6,2                               | -6 +16                     |
| Російська 76-мм гірська гармата зразка 1909 року                      | 624                                   | 1236                                   | 6,5              | 0,78                       | 260                       | 381                      | 7,0                     | 7,0                               | -10 +35                    |
| Французька 75-мм польова гармата зразка 1897 року                     | 1160                                  | 1885                                   | 7,25             | 0,84                       | 260                       | 530                      | 8,6                     | 6,7                               | -5 +14                     |
| Французька 65-мм гірська гармата зразка 1906 року                     | 390                                   | -                                      | 3,81             | 0,5                        | ?                         | 330                      | 5,0                     | 5,0                               | -9 +35                     |
| Германська 77-мм польова гармата зразка 1896 року (нової конструкції) | 1020                                  | 1910                                   | 6,85             | 0,2                        | 300                       | 465                      | 7,8                     | 5,3                               | -12 +16                    |
| Австро-Угорська 8-см польова гармата М.5                              | 1050                                  | 1940                                   | 6,68             | 0,22                       | 315                       | 500                      | 7,0                     | 6,3                               | -7,5 +18                   |
| Австро-угорська 7-см гірська гармата М.99                             | 315                                   | -                                      | 4,68             | 0,7                        | 216                       | 310                      | 4,8                     | 3,9                               | -10 +26                    |
| Британська 15-фунтова (BLC) 76,2-мм польова гармата                   | 1441                                  | ?                                      | 6,35             | ?                          | ?                         | 485                      | 5,26                    | ?                                 | -9 +16                     |
| Американська 3-дюймова польова гармата М1902                          | 1140                                  | ?                                      | 6,8              | ?                          | ?                         | 520                      | 7,8                     | 5,5                               | -5 +15                     |

Скорострільність всіх вищенаведених гармат досягала 10 і більше пострілів на хвилину.